# Baleada
Baleada é um prato típico e representativo da culinária de Honduras, muito conhecido pelos ingredientes e porque eles podem mudar de acordo a região. Na atualidade, não se tem certeza sobre a origem exata da baleada, porém sabe-se que sua origem data desde o século XX.
As baleadas são uma tortilha de farinha de trigo, recheadas com ovos mexidos, feijão carioca cozido (passado no liquidificador e esquentado), queijo creme ou requeijão, queijo ralhado, abacate, com pedaços de frango, carne suína ou bovina, e fatias de banana da terra madura frita. Este tipo de baleadas são chamadas baleadas com tudo.
Não é preciso que as baleadas sejam feitas com todos esses ingredientes, existem as baleadas “sencillas” ou simples, que são feitas com a tortilha de trigo, feijão, queijo e requeijão ou queijo creme. O prato pode ser comido no café da manhã, almoço e no jantar e pode ser acompanhado com um suco, uma vitamina, refrigerantes e até café, isso depende dos ingredientes que a compõe.

## A origem do nome e o que se fala sobre as baleadas
Segundo as histórias da população, o nome de “baleada” se origina como consequência de uma senhora que sobreviveu a um tiroteio, então, pode se dizer que surge como um adjetivo que com o passar do tempo se tornou em substantivo. Porém, não existe provas ou testemunhas que validem a veracidade dos relatos. Essa história está reproduzida no filme “Amor y frijoles” (amor e feijões), de 2009.
Além de aparecer no filme, a baleada tem duas canções, uma composta pelo cantor colombiano Aniceto Molina e a outra pelo conjunto hondurenho chamado “Ibanez”.  Além disso, existe um rumor de que o famoso chef britânico Gordon Ramsay provou as baleadas durante uma visita surpresa que ele fez ao país.

## Registro das primeiras vendas
O primeiro registro de vendas das baleadas foi obtido na cidade de Tela, Atlântida, no ano de 1964 na avenida da República, junto aos trilhos por onde passavam as ferrovias da “Standard Fruit Company”, pela senhora Teresa de Jesus Motiño, quando ela tinha 20 anos de idade.
20 anos depois, um hondurenho decidiu levar esse saboroso prato hondurenho a outro país, exatamente na Guatemala, ele vendeu baleadas lá, nomeando o prato como “Tortilhas de farinha”. Em pouco tempo, o prato tornou-se muito famoso no território na Guatemala, com o nome de Tortilha de farinha Izabalenze.
Hoje, o prato já chegou longe das fronteiras deste pequeno país da América Central, devido à imigração dos hondurenhos para o norte do continente, este prato pode ser encontrado em muitos estados dos Estados Unidos de América, especialmente nos estados do sul do país, onde muitos hondurenhos tentam atingir seu sonho americano.

## Dia nacional da baleada
A baleada, também conhecida como o “poema culinário” da gastronomia hondurenha, tem um dia especial para comemorar sua invenção e seu impacto positivo na vida dos hondurenhos e de quem já experimentou o delicioso prato.
Todos os terceiros sábados do mês de junho são comemorados em Honduras como o dia nacional da baleada.

## Record Guinness
Em 14 de outubro de 2017, a “Academia Centroamericana de Gastronomia” fez história, quando 30 pessoas dessa instituição cozinharam a maior baleada até hoje registrada no Record Guinness, a qual mediu 5.5 metros de largura. Os profissionais da arte culinária precisaram de 136 quilogramas de farinha de trigo, 45 quilogramas de queijo, manteiga e feijões, 1.500 ovos e mais de 20 sacolas de carvão para cozinhar esse prato.